# Velika Greda
Velika Greda (en serbe cyrillique : Велика Греда) est une localité de Serbie située dans la province autonome de Voïvodine. Elle fait partie de la municipalité de Plandište dans le district du Banat méridional. Au recensement de 2011, elle comptait 1 161 habitants.
Velika Greda est officiellement classée parmi les villages de Serbie.

## Démographie

### Évolution historique de la population
| 1948  | 1953  | 1961  | 1971  | 1981  | 1991  | 2002  | 2011  |
| ----- | ----- | ----- | ----- | ----- | ----- | ----- | ----- |
| 1 808 | 1 946 | 1 942 | 1 775 | 1 585 | 1 508 | 1 374 | 1 161 |

|  |